# 钟淑娟
钟淑娟（1987年—）1987年出生在胡志明市，是越南华裔美女，模特，演员，歌手。母亲祖籍广东潮汕，有一个同母异父的妹妹Lana Huỳnh（1991年出生）。2012年初，进军流行乐坛。形象性感火辣。

## 获奖荣誉
2005年越南女性小姐选美比赛上镜美人奖
2008年国际旅游小姐选美比赛博爱美人奖
2009年Miss Supranational TOP15
2010年国际小姐选美比赛越南代表

## 音乐作品
Giấc mơ qua rồi（MV） 2012/02/28